# Ozarba bicoloria
Ozarba bicoloria is een vlinder van de familie van de uilen (Noctuidae). De wetenschappelijke naam van deze soort is voor het eerst voorgesteld door Max Gaede in een publicatie uit 1915.
De soort komt voor in Namibië en Zuid-Afrika.